# الکس گرانت (فوتبال)
الکس گرانت (انگلیسی: Alex Grant؛ زادهٔ ۲۳ ژانویهٔ ۱۹۹۴) بازیکن فوتبال استرالیایی است.
از باشگاه‌هایی که در آن بازی کرده‌است می‌توان به باشگاه فوتبال استوک سیتی، باشگاه فوتبال پورتسموث، باشگاه فوتبال ایستلی، باشگاه فوتبال مکلسفیلد تاون، باشگاه فوتبال هاوانت و واترلوویل، و باشگاه فوتبال پرث گلوری اشاره کرد.
وی همچنین در تیم ملی فوتبال Australia U17 بازی کرده‌است.